# Јунак нашег доба
Јунак нашег доба (рус. Герой нашего времени) је роман Михаила Јурјевича Љермонтова, написан 1839. године. Настао је у доба романтизма, али поседује важне елементе психолошког реализма, па је стога сматран првим психолошким романом руске књижевности.

## Основни опис
Радња је смештена у четврту деценију 19. века на Кавказу. Реч је о романтичарском роману који се бави питањем тзв. „сувишног човека”, бајроновског јунака, приказаног кроз лик младог официра Григорија Александровича Печорина.

## Структура романа
Наративна структура романа је комплексна и није хронолошки организована. Роман се састоји из пет засебних целина, кратких прича испричаних из различитих перспектива, које су концентрисане око главног лика. То су: Бела, Максим Максимич, Таман, Кнегињица Мери и Фаталист. У последњој причи Фаталист Љермонтов описује српског поручника Вулича, који је био у руској војсци на Кавказу.
Реч је о револуционарном књижевном делу које је специфичном структуром, хронолошким експериментима и инвентивним начином приповедања извршило велики утицај на токове руске књижевности.

## Главни јунак
Печорин је један од првих амбивалентних ликова руске књижевности, а карактеришу га и снажна индивидуалност, меланхолија, цинизам и нихилизам. Он је разочарани руски аристократа и човек који не верује ни у шта па се некажњено се игра љубављу жена и поверењем мушкараца. Његова срећа је привремена, а ништа га не може трајно задовољити, нити умирити. Он се импулсивно упушта у опасне авантуре, ризикује сопствени живот и уништава жене којима је стало до њега. Иако је способан да осећа, он то не уме да покаже. Печорин је храбар и одлучан, али су његова енергија и потенцијал узалуд потрошени, па он гине у двобоју.